# Adrian Miroiu
Adrian Miroiu (n. 20 august 1954) este, în prezent, profesor de științe politice în cadrul Facultății de Științe Politice, Școala Națională de Studii Politice și Administrative, București. În 2021 a fost ales membru corespondent al Academiei Române.

## Biografie profesională
- 2001 - 2005 — decan al Facultății de Științe Politice, Școala Națională de Studii Politice și Administrative, București;
- 1999 - 2000 — secretar de stat în cadrul Ministerului Educației Naționale;
- 1995 - 1996 — director al Agenției Naționale SOCRATES;
- 1993 - 1995 — decan al Facultății de Filosofie, Universitatea din București.

## Domenii de cercetare
Un prim domeniu al contribuțiilor lui A. Miroiu este reprezentat de logica  și de extensiile ei. Principalele rezultate obținute sunt următoarele: studiind limbaje în care sunt admisibile propoziții indexate relativ la lumi posibile (sau la momente de timp), a arătat că logica acestor propoziții este legată de cea a modalităților.
În al doilea rând, o preocupare importantă a constat în studiul logico-filosofic al conceptului de existență. Cartea sa Argumentul ontologic cuprinde principalele rezultate. A arătat că, apelând la abordarea modală, argumentului ontologic i se poate oferi o reconstrucție validă, constructivă. De asemenea, studiind conceptul de existență, A. Miroiu a propus o înțelegere reflexivă a acestuia: ca predicat capabil să funcționeze simultan ca predicat de ordinul întâi, dar și ca o condiție a posibilității tuturor celorlalte predicate. Pornind de aici, a argumentat cum se pot construi teorii ale referinței care să fie independente de asumpțiile existențiale. Tema comună în aceste studii a fost reprezentată de conceptul de reflexivitate; A. Miroiu l-a analizat în chiar prima sa carte, când l-a aplicat concepției despre bani a lui Marx; tema a revenit în lucrările consacrate predicatului existenței, dar și în cercetarea argumentului ontologic.
În ultimul deceniu interesele de cercetare ale lui A. Miroiu s-au deplasat către știința politică. A publicat pe teme de filosofie politică, politici publice și teoria alegerii raționale. În filosofia politică a abordat teme precum dreptatea restitutivă, multiculturalismul; a studiat politicile educaționale, accentuând îndeosebi asupra politicilor de finanțare a învățământului superior și a managementului universitar.
Din domeniul vast al teoriei alegerii raționale a studiat regulile de vot. A obținut două noi caracterizări ale regulii majorității și a studiat proprietăți precum cea a receptivității pozitive; a studiat aplicarea acestor reguli la votul în comitete de ordin superior. Cartea sa Fundamentele politicii este o primă monografie cuprinzătoare în limba română a problematicii teoriei alegerii raționale.

## Publicații

### Lucrări de autor (selecție)
- Fundamentele politicii. II. Instituții și acțiune colectivă, în curs de apariție, Polirom, Iași, 2007
- Fundamentele politicii. I. Preferințe și alegeri colective, Polirom, Iași, 2006
- Introducere în analiza politicilor publice, Editura Punct, București, 2001, 198 pp
- Handbook of Strategic Management, Governance and Policy Making (coautor), 2002, UNESCO-CEPES, Bucharest, 190 pp
- Argumentul ontologic, Editura All, București, 2002, 468 pp
- Constructe formale, Editura Trei, București, 2002, 130 pp
- Introducere în logica filosofică, Editura Universității din București, 1995, 202 pp
- Ce nu e existența, Editura Șansa, București, 1994, 232 pp
- Metafizica lumilor posibile și existența lui Dumnezeu, Editura All, București, 1993, 196 pp

### Cărți editate/coordonate(selecție)
- Instituții în tranziție, Editura Paideia, București, 2002
- Școala la răscruce (coeditor), vol 1 – 2, Editura Polirom, Iași, 2002
- The Policy of Higher Education Funding in Romania (coeditor), Editura Paideia, București, 2000
- The Policy of Quality Assurance in Higher Education (coeditor), Editura Paideia, București, 2000
- Reforma sectorului public în România, Editura Trei, București, 2000
- Învățământul românesc azi, Editura Polirom, Iași, 1998
- Teorii ale dreptății, Editura Alternative, București, 1996
- Etică aplicată, Editura Alternative, București, 1995

### Articole (selecție din ultimii zece ani)
- "World-Indexed Sentences and Modality", Logique et Analyse, 2005
- "Funding Mechanisms and Institutional Change in the Public Higher Education Reform Process" (cu D.P. Aligică), Higher Education Policy and Management, 2005
- "Characterizing majority rule: from Profiles to Societies", Economics Letters, 85 (2004), 359 – 363
- "O imagine descriptivistă a științei", Revista de filosofie, 4 (2002), 675 – 686
- "Logica propozițiilor indexate", în M. Bodea (ed.), Complexitatea, Editura Casa Cărții de Știință, Cluj-Napoca, 2002, pp. 82 – 100
- "The Idea of a Possible World. Logical and Philosophical Constructs”, în Proceedings of the Romanian Academy, Series C, 1, 1 (2001), pp. 73 – 76
- "Two Approaches to Intrinsic Value", în Revue Roumaine de Philosophie, 44, 2000, pp. 367 – 376
- "Actuality and World-Indexed Sentences", în Studia Logica, 63 (1999), pp. 311–330
- "Changing Patterns of Teaching Philosophy", în The Proceeding of the Twentieth World Congress of Philosophy, vol. 3: Philosophy of Education, David. M. Steiner (ed.), Philosophy Documentation Center, Bowling Green State University, 1999, pp. 141–7
- "The Conceptual/Normative Distinction in Environmental Ethics", în Revue Roumaine de Philosophie, 1-2, 1998
- "Filosofia: între modestie și umilință", în V. Mureșan (ed.), Între Wittgenstein și Heidegger, Editura Alternative, București, 1998, pp. 61 – 90.
- "Prescriptiv și descriptiv", în A. P. Iliescu (ed.), Cunoaștere și analiză. Volum omagial Mircea Flonta, Editura All Educațional, București, 1998, pp. 51 – 73
- "Worlds Within Worlds", în Nordic Journal of Philosophical Logic, 2 (1997), pp. 25–40
- "Global Warming and Moral Theorizing", în Theoria (San Sebastian), vol. 11, 1996, no 27, pp. 61–81